# Mathematical Social Sciences
Mathematical Social Sciences ist eine wissenschaftliche Zeitschrift zu sozialwissenschaftlichen und insbesondere volkswirtschaftlichen Themen.
Die Zeitschrift veröffentlicht Artikel mit mathematischem Anspruch aus Feldern wie der Wirtschaftstheorie, Psychologie, Politikwissenschaft und aus anderen Sozialwissenschaften. Themen sind unter anderem individuelle Entscheidungen und Präferenzen, Entscheidungen unter Risiko, kollektive Entscheidungen, Wahlen und Abstimmungen und Spieltheorie.

## Geschichte
Mathematical Social Sciences wurde erstmals 1980 herausgegeben. Derzeitige Herausgeber sind Jean-François Laslier und Simon Grant.